# Administración de tierras
La administración de tierras, manejo de tierras o gestión de suelos, se refiere a los procesos administrativos y prácticos relacionados al uso y desarrollo de las tierras como recurso natural. Involucra el manejo de problemas críticos y conceptos claves que deberían tenerse presentes al examinar los impactos ambientales de proyectos de desarrollo que impliquen la modificación del contorno o de la superficie de la tierra. Estos pueden tener un posible impacto con otros recursos, incluyendo el agua subterránea o superficial, su utilidad en agricultura orgánica, el potencial de reforestación y proyectos de turismo ecológico. La administración de la tierra puede tener efectos positivos o negativos sobre los ecosistemas terrestres. El uso excesivo o inadecuado de la tierra puede degradar y reducir la productividad y alterar los equilibrios naturales.
Los derechos sobre las tierras suele ser reconocidos de manera explícita por los gobiernos a quienes procede la gobernanza en el ámbito de la administración de tierras.

## Historia
El análisis del impacto en la distribución y uso de tierras es pertinente en cuanto a la preparación y revisión de un plan para atenuar los impactos adversos para ser incluidos en cada informe de evaluación ambiental sobre los recursos de la tierra y del agua. El término de administración de tierras fue establecido con ese propósito en 1993 por la Comisión Económica de Naciones Unidas para Europa (UNECE) en sus Lineamientos para Administración de la Tierra.
El Banco Mundial define la gestión sostenible de la tierra como un proceso en un entorno cargado entre la protección del medio ambiente y el reclamo de garantía de los servicios del ecosistema, equilibrado con una efectiva productividad de la agricultura y la silvicultura con respecto al crecimiento demográfico y la creciente presión en el uso de la tierra.

## Problemas ambientales en el manejo de los recursos de tierra
Casi todo proyecto de desarrollo implica la alteración de la superficie del terreno. Cuando el área comprometida es pequeña es probable que el impacto ambiental sea mínimo, sin embargo, los impactos acumulados de muchas alteraciones pequeñas y separadas pueden ser considerables. A continuación constan los tipos de alteraciones de la tierra que son de preocupación, los principales son: 
- Desmonte
  - Caminos y carreteras
    - Impacto ambiental de las vías terrestres
    - Impacto ambiental sobre caminos rurales

  - Proyectos de vivienda de gran escala
    - Impactos ambientales del crecimiento urbano
    - Problemática ambiental de áreas urbanas
- Eliminación del humus
- Nivelación de terrenos
- Relleno
  - Humedales
  - Evaluación ambiental de una zona costera
- Drenaje (Tierras húmedas)
- Cultivos ornamentales relacionado con proyectos de vivienda de gran escala 
  - Impactos ambientales del crecimiento urbano
  - Problemática ambiental de áreas urbanas)
- Cultivo (Manejo agrícola; Silvicultura)
- Construcción de edificios
  - Impactos ambientales del crecimiento urbano
  - Problemática ambiental de áreas urbanas)
- Eliminación de los desechos
  - Impacto ambiental potencial de la recolección y eliminación de basura
  - Sistemas de recolección
  - Tratamiento de residuos
  - Reutilización y eliminación de las aguas servidas

Los impactos ambientales directos e inmediatos de estas alteraciones pueden ser agrupadas en cuatro categorías.

### Pérdida del hábitat
Ciertas actividades, especialmente los asentamientos irregulares, se proyectarán en un desbalance de la regularización jurídica de la posesión de tierras y la protección del hábitat natural.: 22  La gravedad del impacto depende del tipo de hábitat a ser convertido, así como la manera en que ha de realizarse la conversión. Cuando están involucradas las tierras silvestres, tierras húmedas, bosques tropicales y otros ecosistemas frágiles, el equipo de evaluación ambiental debe estudiar cuidadosamente los impactos, examinar las alternativas consideradas y tal vez proponer nuevas alternativas.: 5–6 

### Pérdida de la productividad del suelo

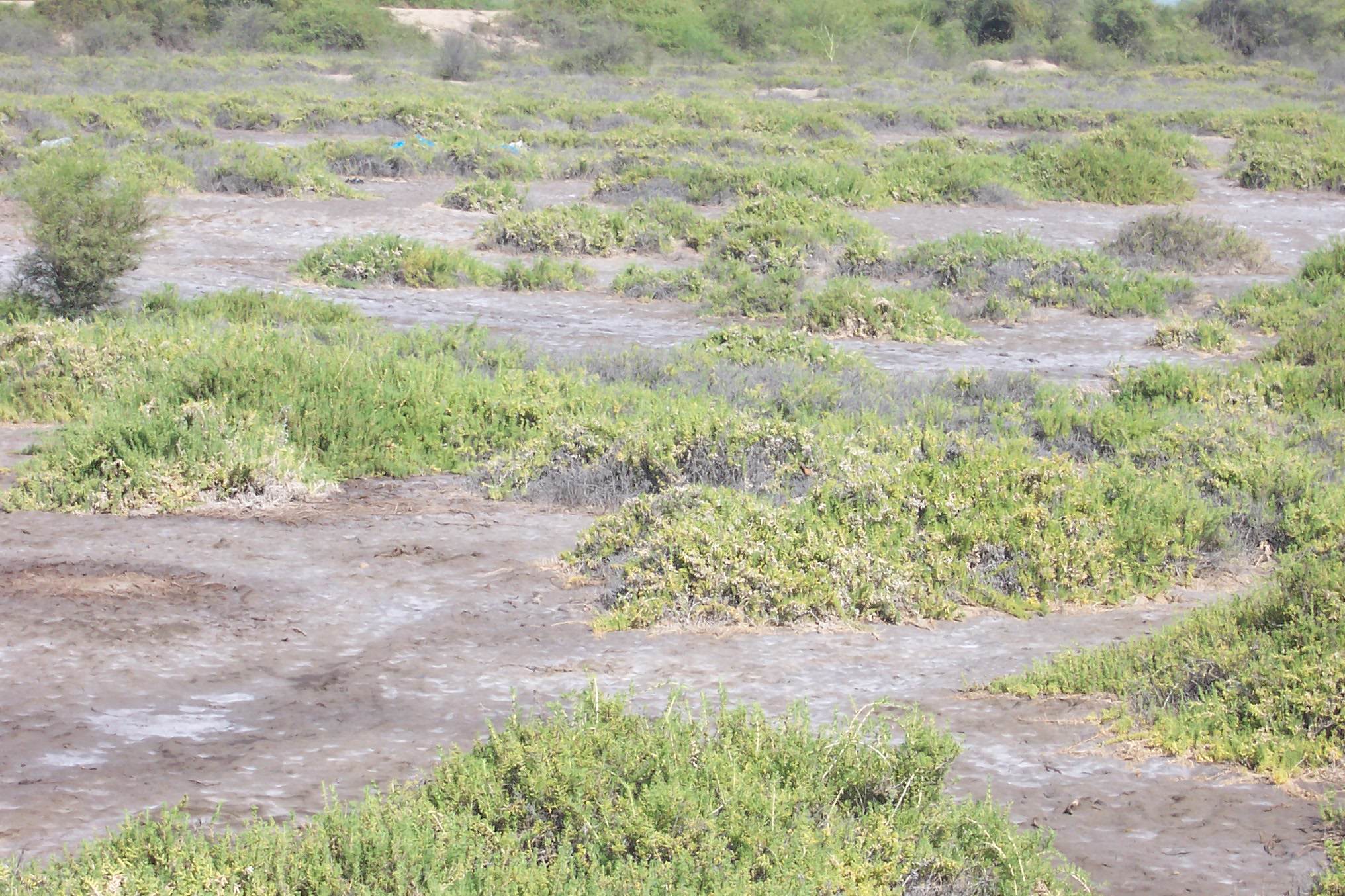
Afloramiento de sal en terrenos con deficiencia de drenaje.

Determinados suelos de bosque, al ser desprovistos de su cubierta natural, sufren lateralización o se hacen propensos a la rápida erosión, volviéndose esencialmente improductivos. También reduce su productividad la eliminación del humus durante la nivelación. La pérdida del suelo por erosión tiene el mismo efecto, pudiendo además degradar los recursos hidráulicos. Otro factor que altera profundamente el equilibrio estructural del suelo es el mal uso del mismo, por ejemplo, suministrando agua para riego, sin preocuparse del adecuado drenaje para permitir la eliminación de los excesos de sal que se van acumulando en el suelo, reduciendo drásticamente su fertilidad. 
La conversión de tierras agrícolas de alta calidad para usos urbanos también reduce su productividad.  
Las medidas atenuantes que podría recomendar una evaluación ambiental incluyen: 
- Evitar construir sobre declives empinados.
- Retener la cubierta del bosque; reunir y reemplazar el humus.
- Conservar las tierras agrícolas de primera calidad.
- Aplicar buenas prácticas de cultivo.
- Controlar la erosión y sedimentación mediante el uso de estiércol y paja durante la construcción.
- Reemplazar rápidamente la capa vegetal superior en declives.
- Construir pilas de sedimentación y barreras de paja o una tela de filtración para proteger las vías acuáticas.

### Hidrología modificada
El desmonte, aplanamiento, relleno, pavimentación o construcción de edificios alteran las configuraciones superficiales de aflujo y filtración. Los resultados incluyen la formación localizada de estanques e inundaciones, una mayor frecuencia o magnitud de estas últimas aguas abajo, una baja en el nivel freático, la disminución de la recarga del agua subterránea y el aumento de flujos reducidos en los arroyos.  
Las medidas de manejo incluyen técnicas de diseño y construcción para mantener o reemplazar los canales locales de drenaje, estructuras de retención o detención para evitar un aumento en la tasa de aflujo, medidas para compensar la filtración reducida (pavimento poroso, estanques de filtración, etc.); y la conservación de espacios abiertos en las áreas críticas de recarga del acuífero.

### Contaminación del suelo
El suelo puede ser contaminado mediante la salinización si los sistemas de riego no son diseñados y operados correctamente. Puede ser contaminado por la eliminación de desechos peligrosos u operación inapropiado de los sistemas de eliminación de los desechos sólidos y las aguas servidas dentro de la tierra, es importante considerar:  
- Impacto ambiental potencial de proyectos de riego y drenaje
- Eliminación de basuras
- Aguas servidas

### Desmonte de la tierra
En general, los impactos del desmonte son más significativos en las regiones tropicales que en las templadas, porque las primeras experimentan temperaturas más elevadas, lo cual acelera la degradación química de los suelos, y una mayor intensidad de precipitación, produciendo una erosión más severa.

#### Métodos de desmonte de la tierra
Existen tres métodos básicos que a menudo son empleados en combinación para un mismo proyecto:
- Métodos manuales: Talado o corte de la vegetación, un período de secado, y luego la quema de los desechos.
- Métodos mecánicos: El empleo de equipos pesados (Ej. bulldozers, cadenas pesadas y tractores) para talar los árboles, cortar y abatir la maleza; su acumulación en hileras o pilas, su quema y finalmente la limpieza de los residuos.
- Métodos químicos: el uso de herbicidas para establecer áreas de cultivo, dejando los árboles muertos en pie, talados o quemados.

Los métodos mecánicos tienen importantes impactos adversos, incluyendo la pérdida o inversión del humus, destrucción de la estructura del suelo y compactación que resulta en mayor escurrimiento.
Tanto los métodos mecánicos como los manuales, implican la quema que a menudo reduce en el suelo el contenido de nutrientes y la actividad de los organismos beneficiosos, además, contribuye a las elevadas concentraciones atmosféricas de dióxido de carbono. 
Se ha demostrado que las técnicas químicas tienen efectos menos dañosos sobre el suelo, sin embargo, no se conoce bien los efectos de largo alcance del uso de herbicidas en el trópico.

#### Manejo posterior al desmonte
Las prácticas inapropiadas de manejo posterior al desmonte, como el no estercolar la tierra, el no emplear prácticas de conservación del suelo y la quema repetida, a menudo han resultado en la reducción de la fertilidad del suelo hasta el punto en que la producción económica agrícola no puede ser sostenida. El abandono y la infestación de montes son los resultados finales.